# Toyota Mega Cruiser
Toyota Mega Cruiser – terenowy samochód osobowy produkowany przez japońską firmę Toyota w latach 1995–2002. Dostępny jako 4-drzwiowy SUV. Do napędu używano turbodoładowanego silnika wysokoprężnego typu R4 o pojemności 4,1 l. Moc przenoszona była na obie osie poprzez 4-biegową automatyczną skrzynię biegów wyposażoną w reduktor.

## Dane techniczne

### Silnik
- R4 4,1 l (4104 cm³), 4 zawory na cylinder, DOHC, turbo, intercooler
- Układ zasilania: wtrysk
- Średnica cylindra × skok tłoka: 108,00 × 112,00 mm
- Moc maksymalna: 157 KM (116 kW) przy 3400 obr./min
- Maksymalny moment obrotowy: 380 N•m przy 2800 obr./min

### Inne

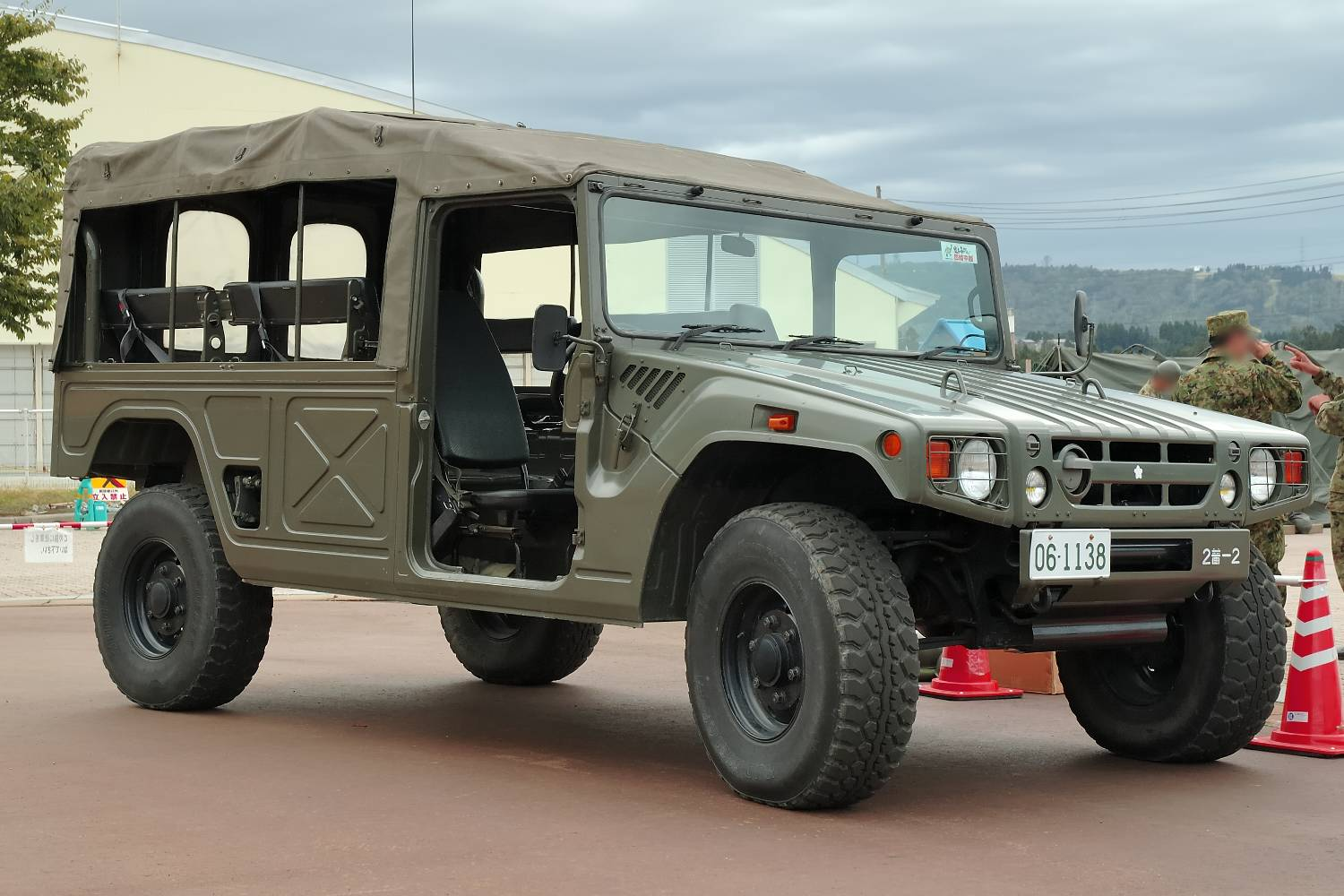
Wersja wojskowa

- Prześwit: 420 mm
- Ładowność: 600 kg
- Kąt natarcia: 49°
- Promień skrętu: 5,4 m